# کوی یونگمی
کوی یونگمی (انگلیسی: Cui Yongmei؛ زادهٔ ۲۳ ژانویهٔ ۱۹۶۹) ورزشکار والیبال ساحلی اهل چین است.
وی در مسابقات کشوری و بین‌المللی در مجموع برندهٔ ۲ مدال نقره، ۲ مدال برنز شده‌است.